# Attaque 77

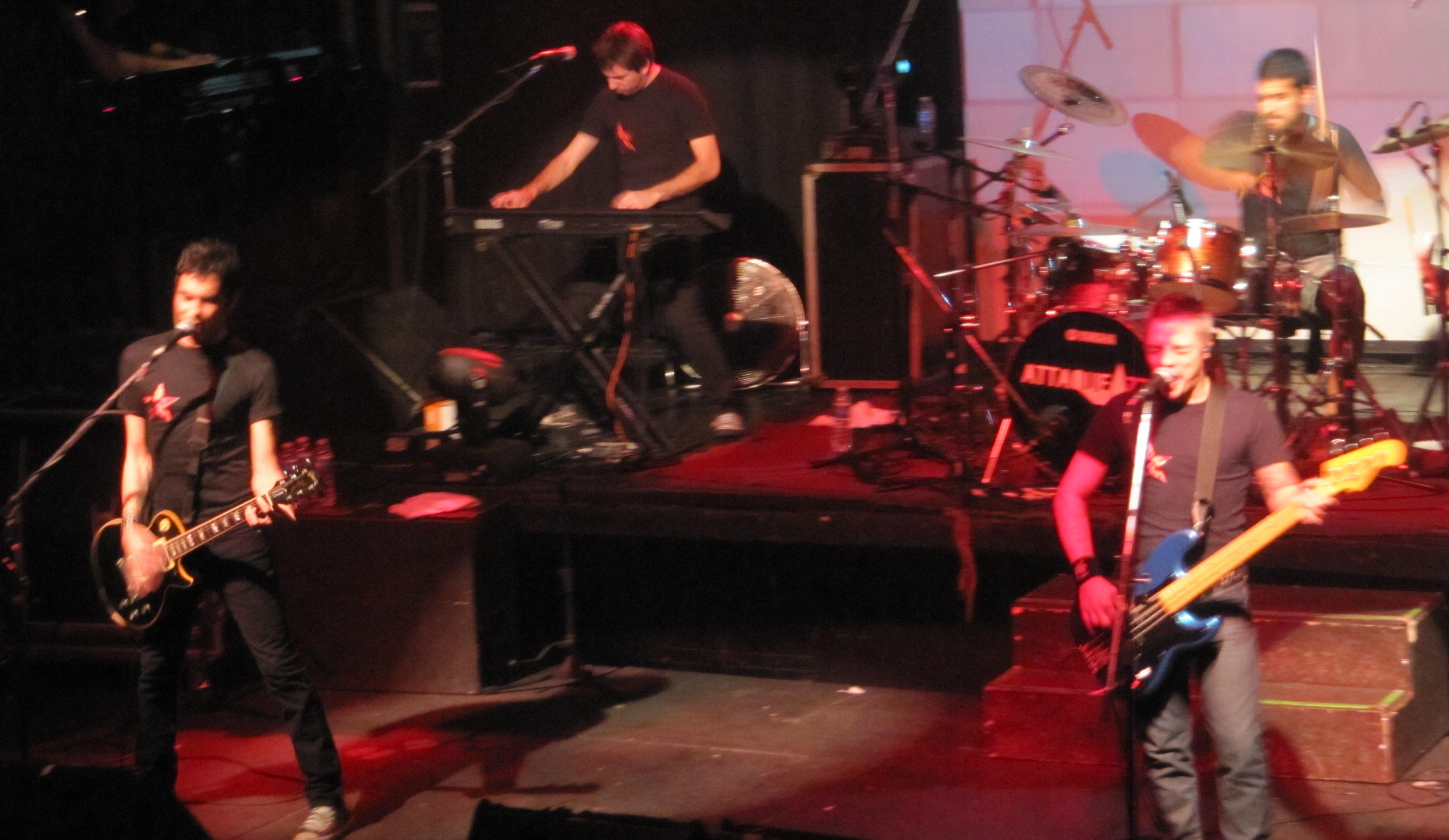
Attaque 77

Attaque 77 este o formație argentiniană de punk rock. Membrii formației sunt:
- Mariano Martínez
- Luciano Scaglione
- Leonardo de Cecco

## Discografie
| 1989 | Dulce Navidad           |
| 1990 | El cielo puede esperar  |
| 1992 | Ángeles caídos          |
| 1993 | Todo está al revés      |
| 1995 | Amen!                   |
| 1997 | Un día perfecto (U.D.P) |
| 2000 | Radio Insomnio          |
| 2003 | Antihumano              |
| 2007 | Karmagedon              |
| 2009 | Estallar                |

## Videografie
| 1990 | «Donde las águilas se atreven»  | El cielo puede esperar   |
| 1992 | «Volver a empezar»              | 89 ´´ 92                 |
| 1993 | «Ángeles caídos»                | Ángeles caídos           |
| 1994 | «Flores robadas»                | Todo está al revés       |
| 1995 | «San Fermín»                    | Amén!                    |
| 1995 | «Tres pájaros negros»           | Amén!                    |
| 1995 | «El gran chaparral» (live)      | Amén!                    |
| 1997 | «Crecer»                        | Un día perfecto (U.D.P)  |
| 1998 | «Amigo»                         | Otras canciones          |
| 1998 | «No me arrepiento de este amor» | Otras canciones          |
| 2000 | «El pobre»                      | Radio Insomnio           |
| 2000 | «Beatle»                        | Radio Insomnio           |
| 2001 | «Dame fuego» (live)             | Trapos                   |
| 2001 | «Hacelo por mí» (live)          | Trapos                   |
| 2002 | «Volver a empezar»              | Amateur                  |
| 2002 | «La colina de la vida»          | Amateur                  |
| 2002 | «América»                       | Amateur                  |
| 2003 | «Western»                       | Antihumano               |
| 2003 | «Éxodo ska»                     | Antihumano               |
| 2003 | «Arrancacorazones»              | Antihumano               |
| 2004 | «Setentistas»                   | Antihumano               |
| 2005 | «La gente que habla sola»       | Antihumano               |
| 2005 | «Morbo porno»                   | Antihumano               |
| 2005 | «Reality Joe»                   | Antihumano               |
| 2006 | «Chicos y perros»               | Pirotecnia autorizada    |
| 2008 | «Buenos Aires en llamas»        | Karmagedon               |
| 2008 | «Cartonero»                     | Karmagedon               |
| 2008 | «Chance»                        | Karmagedon               |
| 2008 | «Antorcha» (live)               | Karmagedon               |
| 2009 | «Plaza de perros» (live)        | Karmagedon               |
| 2009 | «Días de desempleo»             | Estallar                 |
| 2010 | «Tiempo perdido»                | Estallar                 |
| 2011 | «Desamor»                       | Estallar                 |
| 2012 | «Memoria»                       | Estallar                 |
| 2012 | «Western»                       | Acústico en Teatro Ópera |
| 2013 | «Arrancacorazones»              | Acústico en Teatro Ópera |